# Hadley (Nevada)
Hadley es un área no incorporada ubicada en el condado de Nye en el estado estadounidense de Nevada.

## Geografía
Hadley se encuentra ubicado en las coordenadas 38°40′40″N 117°9′37″O / 38.67778, -117.16028.